# Дернау
Дернау (њем. Dernau) општина је у њемачкој савезној држави Рајна-Палатинат. Једно је од 74 општинска средишта округа Арвајлер. Према процјени из 2010. у општини је живјело 1.860 становника. Посједује регионалну шифру (AGS) 7131017.

## Географски и демографски подаци
Дернау се налази у савезној држави Рајна-Палатинат у округу Арвајлер. Општина се налази на надморској висини од 124 метра. Површина општине износи 5,7 km². У самом мјесту је, према процјени из 2010. године, живјело 1.860 становника. Просјечна густина становништва износи 325 становника/km².